# The Don Killuminati: The 7 Day Theory
The Don Killuminati: The 7 Day Theory är 2Pacs femte och sista album, avslutad före hans död och släppt efter hans död, den 5 november 1996. Albumet färdigställdes på sju dagar under augusti 1996; texterna skrevs och spelades in under tre dagar och mixningen av skivan tog ytterligare fyra dagar. Låtarna var bland de sista Tupac Shakur spelade in innan han sköts ihjäl 7 september 1996.
Albumet nådde plats ett på Billboards Top R&B/Hip-Hop Albums och Billboard 200.

## Låtlista
1. "Intro/Bomb First (My Second Reply)"
2. "Hail Mary"
3. "Toss It Up"
4. "To Live & Die in LA"
5. "Blasphemy"
6. "Life of an Outlaw"
7. "Just Like Daddy"
8. "Krazy"
9. "White Man'z World"
10. "Me and My Girlfriend"
11. "Hold Ya Head"
12. "Against All Odds"